# 소울 푸드 (음악 그룹)
소울 푸드(Soul Food)는 과거에 활동하였던 대한민국의 힙합 그룹이다. 2002년 경에 해체하였으며, 해체 당시에는 작곡가 1명, 래퍼 2명과 객원 보컬 한 명의 포메이션을 갖추고 있었다. 팀 이름은 흑인 노예 시절, 일주일 중 유일하게 가족들과 식사할 수 있었던 하루에 먹었던 식사를 뜻한다.

## 역사
Side-B를 프로듀싱한 경력이 있는 작곡자 겸 프로듀서 Charmeleon (본명 박홍신)은 직접 팀을 조직하여 힙합씬에서 활동하고자 멤버를 모집하였고, 그 결과 Lix와 Prhyme이라는 래퍼 두 명과 팀을 결성하였는데 그것이 Soul Food이다. 그러나 Lix는 얼마되지 않아 팀을 그만두고 대신 Max 가 그를 대신해 팀에 합류하며 활동을 시작하였다. 이들은 당시 어둡고 무거운 힙합만이 인정받던 시기에 "힙합이면서 힙합이 아닌", "행복하고 재미있는" 음악을 표방하며 홍대 Master Plan에서 공연하며 활동을 시작하였고 곧 2soo의 합류로 4인조의 포메이션을 갖춘 그들은 난장뮤직 레이블과 계약을 맺고 앨범 작업 및 공연을 하게 되었다. 앨범이 나오기 전인 2002년 초 2soo는 Soul Food를 탈퇴하여 솔로 앨범을 내고 솔로 활동을 시작하고, Soul Food는 Phryme과 Max 그리고 보컬 I.V. (현 클래지콰이의 호란)와 함께 첫 앨범을 2002년 8월에 냈다. 하지만 보컬인 I.V. 의 탈퇴로 인해 이들의 활동은 얼마 가지 않았고 앨범을 낸 지 얼마 안 되어 Soul Food는 안타깝게도 해체되었다.
대표곡: Hiphopper's Paradise, S.A.T.U.R., 고해 (Go Ahead)

## 디스코그래피
- 2002년 8월 1일 1st Main Dish with IV

## 이름
- Charmelon는 다시 본명 박홍신이라는 이름으로 작곡 활동을 하였으며, 2011년에는 과거 자신이 프로듀싱한 박정현의 곡 Sad Love가 <나는 가수다>의 인기에 힘입어 디지털 음원으로 재발매되기도 하였다. 이후 음악 활동을 그만두고 개인사업을 하기도 했지만 최근 Distortion49이라는 프로젝트 명으로 다시 음악 활동을 시작했다.

- 2soo는 솔로 활동을 이어나가다가 2008년 공식 은퇴를 하였다. 이후 2012년 3rd Story라는 그룹을 결성하여 컴백하였다.

- Phryme는 연기자 및 VJ로 다방면에서 활동하였으며, 현재 무가당의 멤버를 거쳐 각종 행사의 MC 로 활동 중이다.

- Max는 탈퇴 이후 2soo의 EP에서 모습을 보였으나, 현재는 광고음악 감독으로 활동 중이다.

- I.V.는 호란이라는 이름으로 클래지콰이의 멤버로써 연예계에서 활동 중이다.[1]